# De Fryske Marren
De Fryske Marren (em frísio e oficial; em neerlandês: De Friese Meren) é um município dos Países Baixos, situado na província da Frísia. Tem 549,10 km² de área e sua população em 2020 foi estimada em 51 678 habitantes. Foi criada em 1 de janeiro de 2014 e consiste nos antigos municípios de Gaasterlân-Sleat, Lemsterland, Skarsterlân e partes de Boarnsterhim, todos os quatro dos quais foram dissolvidos no mesmo dia. O município está localizado na província da Frísia, no norte dos Países Baixos, e tem uma população de 51 778 e uma área combinada de 559,93 km2.

## Pessoas notáveis
- Jancko Douwama (1482 em Oldeboorn - 1533) um nobre frísio, lutou para libertar a Frísia do domínio estrangeiro.
- Johannes Acronius Frisius (1520 em Akkrum – 1564) um médico holandês, matemático que escreveu poesia latina e tratados humanistas
- Fedde Schurer (1898 em Drachten – 1968) uma professora holandesa, jornalista, ativista da língua frísia ocidental e política
- Sjoukje Dijkstra (nascida em 1942 em Akkrum) ex-patinadora artística competitiva, campeã olímpica de simples feminina em 1964, medalhista de prata olímpica em 1960
- Tiemen Groen (nascido em 1946 em Follega) ex-ciclista holandês, competiu nos Jogos Olímpicos de Verão de 1964
- Epke Zonderland (nascido em 1986 em Lemmer) ginasta e medalhista de ouro nos Jogos Olímpicos de 2012 na barra alta
- Marit Bouwmeester (nascida em 1988 em Warten) velejadora, medalhista de ouro nos Jogos Olímpicos de Verão de 2016 e medalhista de prata nos Jogos Olímpicos de Verão de 2012